# Arkitektur og Design
Arkitektur og design er en bacheloruddannelse på Aalborg Universitet, der handler om teknisk design af bygninger, bydele og produkter. Uddannelsen handler også om, at kunne løse konkrete design eller arkitekturopgaver. Uddannelsen i arkitektur og design benytter både tekniske og æstetiske fag, som fagligt grundlag for skabelsen af konkrete projekter i forhold til, at former og konstruktioner bygninger, bydele og produkter. Derfor undervises der både i tekniske ingeniørfag og i de mere æstetiske fag på uddannelsen i forhold til at skabe viden omkring arkitektur og design. 
Andre vigtige elementer i uddannelsen er kendskabet til arkitektonisk formgivning og design med udgangspunkt i samspillet mellem æstetik, teknologi og miljø. Teoretisk og praktisk viden på uddannelsen benyttes til at skabe redskaber til, at løse konkrete problemstillinger i forbindelse med design og konstruktions opgaver. Uddannelsen i arkitektur og design indeholder desuden fag omkring konstruktion og indeklima i huse, analyser af byarkitektur, designmetoder, koncept- og produktudvikling. På det mere tekniske plan får man ligeledes undervisning i teknisk tegning, perspektivtegning, 3D modellering, fremstillingsprocesser, tektonik samt programmering. Der er desuden undervisning i registrering, analyse og udvikling af den arkitektoniske og designmæssige kvalitet. Der er også undervisning i mere projektmæssige fag som samarbejde, læring og projektstyring. Bacheloruddannelsen i arkitektur og design har en række specialiseringer indenfor arkitektur, urbant design eller industrielt design. Med hver specialisering får man henholdsvis viden omkring produkt- og servicedesign eller arkitektur og bybygning. De mennesker som har uddannelsen i arkitektur og design arbejder normalt i tegnestuer, hos rådgivende ingeniørvirksomheder samt i udviklingsafdelinger i større virksomheder og designvirksomheder. 